# Drienovec
Drienovec (hongrois : Somodi) est un village de Slovaquie situé dans la région de Košice.

## Histoire
Première mention écrite du village en 1335.
La localité fut annexée par la Hongrie après le premier arbitrage de Vienne le 2 novembre 1938. En 1938, on comptait 1329 habitants dont 6 d'origines juives. Elle faisait partie du district de Cserhát-Encs (hongrois : Cserhát-encsi járás). Le nom de la localité avant la Seconde Guerre mondiale était Šomody/Somodi. Durant la période 1938 - 1945, le nom hongrois Somodi était d'usage. À la libération, la commune a été réintégrée dans la Tchécoslovaquie reconstituée.

## Démographie

### Évolution de la population
| Année:               | 1994. | 2004.   | 2014.    | 2024.    |
| -------------------- | ----- | ------- | -------- | -------- |
| Nombre de personnes: | 1659  | 1803    | 2203     | 2486     |
| Différence:          |       | +8,67 % | +22,18 % | +12,84 % |

| Année:               | 2023. | 2024.   |
| -------------------- | ----- | ------- |
| Nombre de personnes: | 2431  | 2486    |
| Différence:          |       | +2,26 % |